# Oadby and Wigston
Oadby and Wigston es un distrito no metropolitano con el estatus de municipio, ubicado en el condado de Leicestershire (Inglaterra). Fue constituido el 1 de abril de 1974 bajo la Ley de Gobierno Local de 1972 como una fusión de los distritos urbanos de Oadby y Wigston.

## Geografía
Según la Oficina Nacional de Estadística británica, Oadby and Wigston tiene una superficie de 23,52 km².

## Demografía
Según el censo de 2001, Oadby and Wigston tenía 55 795 habitantes (48,73% varones, 51,27% mujeres) y una densidad de población de 2372,24 hab/km². El 19,86% eran menores de 16 años, el 72,63% tenían entre 16 y 74, y el 7,52% eran mayores de 74. La media de edad era de 39,31 años. 
Según su grupo étnico, el 83,98% de los habitantes eran blancos, el 1,09% mestizos, el 13,32% asiáticos, el 0,9% negros, el 0,52% chinos, y el 0,19% de cualquier otro. La mayor parte (89,17%) eran originarios del Reino Unido. El resto de países europeos englobaban al 2,04% de la población, mientras que el 3,68% había nacido en África, el 4,31% en Asia, el 0,49% en América del Norte, el 0,04% en América del Sur, el 0,16% en Oceanía, y el 0,16% en cualquier otro lugar. El cristianismo era profesado por el 64,76%, el budismo por el 0,1%, el hinduismo por el 5,98%, el judaísmo por el 0,3%, el islam por el 2,78%, el sijismo por el 4,16%, y cualquier otra religión por el 0,24%. El 14,68% no eran religiosos y el 6,93% no marcaron ninguna opción en el censo.
El 41,04% de los habitantes estaban solteros, el 45,27% casados, el 1,54% separados, el 5,52% divorciados y el 6,63% viudos. Había 21 922 hogares con residentes, de los cuales el 26,07% estaban habitados por una sola persona, el 9,05% por padres solteros con o sin hijos dependientes, el 63,45% por parejas (55,6% casadas, 7,85% sin casar) con o sin hijos dependientes, y el 1,45% por múltiples personas. Además, había 445 hogares sin ocupar y 28 eran alojamientos vacacionales o segundas residencias.